# Johnny Neumann
Pour les articles homonymes, voir Neumann.
Carl John « Johnny » Neumann, né le 11 septembre 1951, à Memphis, dans le Tennessee et mort le 23 avril 2019 à Oxford au Mississippi, est un ancien joueur et entraîneur américain de basket-ball. Il évolue au poste d'ailier.

## Palmarès
- ABA All-Rookie Team 1972
- Coupe des coupes 1979